# Andy Rivera
Andrés Felipe Rivera Galeano (Pereira, Risaralda, 28 de octubre de 1994), conocido por su nombre artístico Andy Rivera, es un cantante colombiano de música urbana. Es hijo del reconocido cantante y compositor de música popular colombiana Jhonny Rivera.

## Trayectoria musical
Su carrera musical inicia a finales del año 2011 con el lanzamiento de su primer sencillo titulado «En busca de ella» producido por Pipe Calderón y Dj Kano. 
Andy Rivera se da a conocer en Colombia y a nivel internacional en el año 2012 con el éxito «Te pintaron pajaritos» junto a Yandar & Yostin, canción que supera las 70 millones de visitas en YouTube y se convierte en un éxito en países como Argentina, Colombia, Chile, Ecuador, Perú, Venezuela y España. Luego del éxito «Te pintaron pajaritos», en 2013, Andy estrena dos temas con grandes exponentes del género urbano, la primera «Los perros se enamoran» junto a Nicky Jam y la segunda titulada «Espina de rosa» junto a Dálmata, la cual se vuelve un éxito en Colombia y ocupa los primeros puestos en las listas del género urbano en Paraguay, Chile, Ecuador, Centroamérica y España. 
En el año 2014 Andy participa en una de sus colaboraciones más exitosas junto a Maluma y Kevin Roldán en la canción «Salgamos» superando las 368 millones de reproducciones en YouTube. A mediados del mismo año Andy colabora con la naciente estrella actual femenina del género Karol G con la canción «Mañana», la cual supera los 100 millones de reproducciones en YouTube y le abre nuevos horizontes y conceptos musicales. La carrera de Andy Rivera continua su crecimiento, presentando en mayo de 2016 la canción «Quédate» promocionada por varios países de Latinoamérica donde se convierte en una de las favoritas del público. Debido a dicha acogida presenta a finales del mismo año el remix junto a los boricuas Justin Quiles y Mackie. 
Después de un exitoso año, en noviembre de 2016 lanza La Nueva Era: The Mixtape un EP con 8 canciones entre las cuales se destacan canciones como «Hace mucho» y «Te necesito» junto a Feid. 
Andy inicia el año 2017 con el sencillo «Aprovéchame», y posteriormente con dos canciones producidas por The Rude Boyz: el trap «Stripper» en colaboración con el artista puertorriqueño Noriel y la canción «Para la disco» junto a Jory Boy. En agosto del mismo año Andy lanza «Bailando fue», canción producida por SKY, donde muestra su lado más romántico, incursionando en el baile y ofreciendo a sus fanáticos una propuesta llena de sentimiento y sensibilidad. El año 217 termina para Andy con el lanzamiento del álbum «Sustancia» junto a Dayme y El High, 6 canciones con importantes colaboraciones donde se destacan «Enamorarte» junto al panameño Joey Montana y «Será» junto al boricua Lenny Tavarez. En julio de 2018 Lenny Tavarez colabora con Andy en el sencillo «Loco por ella», canción producida por Tezzel, una propuesta con sonidos más alegres, canción que supera las 12 millones de reproducciones en Youtube y le brinda a Andy nuevas herramientas para su evolución musical. 
El año 2019 arranca con exitosas colaboraciones para el Artista, con el lanzamiento de su EP titulado 50/50, con sencillos como «Apaguemos el celular» ft Darkiel, «Involucrado» ft Farina y «Rarísimo» ft. Cauty y la exitosa canción Ateo producida junto al reconocido compositor Maya quien encontraría para Andy sonidos que cambiarían la historia musical del artista. Iniciando así con la canción «Qué le pasa a mi ex», un sencillo que atrapa al público por la calidad interpretativa de Andy y por los sonidos envolventes del reconocido productor, abriéndose paso en importantes listas musicales y llegando a las 25 millones de reproducciones en YouTube. En el mes de septiembre de 2019 Andy Rivera presenta «Alguien me gusta» junto a los reconocidos Artistas de música popular Jhonny Rivera y Jessi Uribe, canción que alcanza un éxito rotundo desde el día de su lanzamiento y daba a Andy su renacimiento musical . Una propuesta nunca antes vista, La combinación 3 talentosos artistas dando como resultado una canción que rompía con todos los esquemas de la música popular en Colombia. «Alguien me gusta» logra el primer lugar de tendencias en países como: Colombia, Ecuador y Bolivia de manera simultánea, el día que fue presentada, y en 16 países más posicionándose en las primeras 20 casillas de los listados más importantes. Siendo el primer sencillo de la música popular que llegaba a convertirse en número uno en tendencias de YouTube el día de su lanzamiento. El videoclip oficial de este tema cuenta con más de 126 millones de reproducciones. 
Cerrando un exitoso año, Andy es invitado a participar en el sencillo «Mitad mentira, mitad verdad» del exitoso dúo mexicano Río Roma, la fusión de balada romántica con toque urbano fue muy bien aceptada por el público de ambos artistas. El 2020 inicia para Andy Rivera con el lanzamiento del sencillo «Préstamela a mí», una mezcla urbana llena de romance con gran aceptación del público en toda Latinoamérica. El video oficial que se convierte en tendencia número 1 en Colombia, número 3 en Ecuador, número 4 en Bolivia, número 7 en Perú y número 26 en Chile en menos de 24 horas de su lanzamiento. Actualmente supera las 26 millones de reproducciones en YouTube y adicionalmente ocupa los primeros lugares de los listados en radios de Centroamérica y Suramérica. Seguido a este exitoso lanzamiento, Andy presenta el Remix de su exitoso tema «Qué le pasa a mi ex», esta vez junto al reconocido artista Feid, el cual vuelve colocarse en las listas más importantes del género. El video oficial supera los 14 millones de reproducciones. 
En abril de 2020 llega «La oficial», un sencillo con el que Andy Rivera vuelve a conquistar al público, el tema se ubica rápidamente en los conteos más importantes de las radios de Latinoamérica. Superando las 22 millones de reproducciones, video creado con otro concepto y la participación de videos de sus seguidores. 
Posteriormente llega «Qué rico repetirlo» su segundo sencillo del año 2020, una canción llena de sensualidad que alcanza el número uno en tendencias de YouTube el mismo día de su lanzamiento y le da a Andy más fuerza y seguridad para sus nuevos lanzamientos. Después del éxito de sus últimos sencillos, Andy se afianza cada vez más en las más importantes listas musicales y recibe una gran acogida por parte nuevo público. Los frutos de un trabajo constante lleno de disciplina llegan en el mes de julio de 2020 para Andy, el artista recibe una llamada de una de las más grandes leyendas del género: Zion, integrante del exitoso Dúo Zion y Lennox. 
La razón, el deseo de grabar el Remix de La Oficial. El exitoso Remix se lanza el mes de agosto y es acogido inmediatamente por todos los públicos. Metiéndose en las listas más importantes de diferentes plataformas musicales y alcanzando el número 1 en tendencias de diferentes países de Suramérica y Centroamérica. Una canción perfecta para diferentes ambientes, el video oficial supera las 24 millones de reproducciones en YouTube en su primer mes de lanzamiento. Amor y disciplina por su carrera, las claves del éxito actual del reconocido Artista.

## Discografía

### Álbumes de estudio
- 2016: La Nueva Era
- 2017: Sustancia EP
- 2019: 50/50 EP
- 2022: DUAL EP

## Colaboraciones
- Pase Lo Que Pase (Remix) (Ft. Sael, Manuel Turizo, Feid)
- Salvavidas (Ft. Ezio Oliva)
- Mitad mentira, mitad verdad (Ft. Río Roma)
- Alguien Me gusta (Ft. Jhonny Rivera, Jessi Uribe)
- Qué le pasa a mi Ex (Remix) (Ft. Feid)
- Borrachita (Ft. Kapla y Miky)
- La Oficial (Remix) (Ft. Zion & Lennox)
- Dejemos Todo Atrás (Ft. Valeria Cel)
- Te Pintaron Pajaritos (Ft. Yandar & Yostin)
- No Es Normal (Ft. Dayme & El High & Justin Quiles)
- Miénteme (Remix) (Ft. Fontta & Fullbeta)
- Por Todo Me Peleas (remix) (Ft. Riko "El Monumental")
- Si Me Necesitas (remix) (Ft. Baby Rasta & Gringo)
- Los Perros Se Enamoran (Ft. Nicky Jam)
- Los Perros Se Enamoran (remix) (Ft. Nicky Jam, Kevin Roldán, Jowell & Randy, Kafu Banton, Gotay & Ronald El Killa)
- Duele Saber (Ft. Yelsid)
- Hagamos El Amor (Remix) (Ft. Los del Pentágono)
- Espina De Rosa (Ft. Dálmata)
- Salgamos (Ft. Kevin Roldán & Maluma)
- El Que la Hace la Paga (Ft. Jhonny Rivera)
- Mañana (Ft. Karol G)
- Dime (Ft. Karol G)
- Ya No Eres (Ft. Andrew)
- Será (Ft. Lenny Tavárez)
- No Hay Razón Para Odiarte (Remix) (Ft. Yelsid & Dario Gómez)
- Ya No Eres (Ft. Presentando a Andrew)
- La Máscara (Ft. Ale Mendoza)
- Más que Amigos (Ft. Abraham)
- Ya Estoy Mejor (Remix) - (Ft. Legarda)
- Stripper (Ft. Noriel)
- Para la disco (Ft. Jory Boy)
- Tiempo (Ft. MC Davo, Lyan)
- Está pa mi (Remix) (Ft. Ale Mendoza, Lary Over, Menor Menor)
- La Guerra de los Sexos (Ft. Leslie Grace) (Coming Soon)
- Loco por Ella (Ft. Lenny Tavárez)
- Trampa (Ft. Arguello, Mik Mish)
- Te Besare (Remix) (Ft. Jonathan Moly, Bryant Myers & Mike Bahia)
- Llegó la hora (Ft. Mario Hart)
- Lejania (Remix) (Ft. Ryan Castro, Kevin Roldán, Mackie y Ben3detti)
- Mi Decisión (Remix) (Ft. Jhonny Rivera, Sebastián Ayala)
- 5 Sentíos (Fr. India Martínez)
- Que Vuelta (Ft. SOG, Maxiolly)
- La Rompecorazones (Remix) (Ft. La Banda del 5, Dekko y Alberto Kammerer)
- Arroba (Ft. Kim Loaiza)
- En Todas Partes (Ft. Onikx, Kapo)
- Parcerita (remix) (ft. Dahili, Zaider)
- Comprendí Que Te Perdí (remix) (feat. Jhonny Rivera)
- Si Quieres Volver (remix) (ft. Milo Bvggati)

## La Nueva Era (The Mixtape)
| La Nueva Era (The Mixtape) (2016) |                                              |          |  |
| N.º                               | Título                                       | Duración |  |
| 1.                                | «Hace Mucho»                                 |          |  |
| 2.                                | «Te pasa lo mismo»                           |          |  |
| 3.                                | «Tsunami»                                    |          |  |
| 4.                                | «De Vez En Cuando»                           |          |  |
| 5.                                | «Te Necesito» (con Feid)                     |          |  |
| 6.                                | «Todavía»                                    |          |  |
| 7.                                | «¿Por qué ella se fue?»                      |          |  |
| 8.                                | «Si me quemo en tu piel» (con Pipe Calderón) |          |  |
| 9.                                | «Quédate»                                    |          |  |

## Premios y nominaciones

### Premios Nuestra Tierra
| Año  | Trabajo nominado                                       | Categoría                                   | Resultado |
| ---- | ------------------------------------------------------ | ------------------------------------------- | --------- |
| 2013 | Canción urbana del año                                 | "Te Pintaron Pajaritos" ft. Yandar & Yostin | Ganador   |
| 2013 | Canción del año                                        | "Te Pintaron Pajaritos" ft. Yandar & Yostin | Nominado  |
| 2013 | Canción del público                                    | "Te Pintaron Pajaritos" ft. Yandar & Yostin | Nominado  |
| 2013 | Andy Rivera                                            | Mejor Nuevo Artista                         | Ganador   |
| 2014 | Canción urbana del Año                                 | Espina de Rosa (ft. Dálmata)                | Nominado  |
| 2014 | Canción del público                                    | Espina de Rosa (ft. Dálmata)                | Nominado  |
| 2020 | Alguien Me Gusta (feat. Jhonny Rivera y Jessi Uribe)   | Canción del Año                             | Nominado  |
| 2020 | Alguien Me Gusta (feat. Jhonny Rivera y Jessi Uribe)   | Canción popular del Año                     | Nominado  |
| 2020 | Alguien Me Gusta (feat. Jhonny Rivera y Jessi Uribe)   | Canción del público                         | Nominado  |
| 2023 | Monumento (remix) (feat. Ryan Castro y Ñejo)           | Colaboración urbana del año                 | Nominado  |
| 2024 | La Rompecorazones remix (feat. La Banda del 5 y Dekko) | Canción vallenata del año                   | Nominado  |

### Otros reconocimientos
- Disco de Oro y Platino en Colombia por Alguien Me Gusta (feat. Jhonny Rivera y Jessi Uribe)
- Nominación a los Premios Latin Plug en la categoría de «artista del año».[1]